# El Pujol (Calldetenes)
El Pujol és una masia de Calldetenes (Osona) inclosa a l'Inventari del Patrimoni Arquitectònic de Catalunya.

## Descripció
Masia de planta basilical, formada per tres grans cossos de crugies, el cos central més alt que els altres dos i cobert a dues vessants. Murs de pedra sense picar llevat dels ampits i els portals (el d'entrada presenta una gran biga de roure).
Masia que recorda als masos de tipus basilical. Està per tres grans cossos de crugies. El cos central és més alt que els altres dos i cobert a dues vessants (el primer pis abasta la sala com a centre de repartiment dels altres cossos i el segon les golfes, accessibles des d'aquesta). El cos de la dreta està cobert a una vessant i el de l'esquerra, dividit horitzontalment en dos cossos, presenta el carener paral·lel a la façana, mentre el segon cos es cobreix a dues vessants i presenta un porxo. Els murs són de pedra sense picar llevat dels ampits i els portals. Altres material emprats són la calç i la tàpia.

## Història
Les primeres notícies històriques són del 1430 on el mas surt esmentat com a tributari de Vic, junt amb altres 17 masos d'aquest municipi. També del terme de Sant Martí de Riudeperes, degut el privilegi reial que existia. Al nostre entendre aquest mas ha sofert poques reformes i d'aquí vindria el fet que presenti una tipologia tant neta, malgrat que el seu estat de conservació sigui bastant precari.